# Jaim Vital
Jaim ben Joseph Vital (en hebreo: רבי חיים בן יוסף ויטאל) Safed, 23 de octubre de 1542 (calendario juliano) y 11 de octubre (calendario gregoriano) - Damasco, 23 de abril de 1620) fue un rabino que nació en la ciudad de Safed. Vital fue el principal discípulo del gran rabino Isaac Luria. Vital recopiló gran parte de las enseñanzas de su maestro. Después de la defunción de Vital, sus escritos se difundieron y tuvieron un poderoso impacto en el judaísmo rabínico.

## Infancia y juventud
Vital nació en la ciudad de Safed, cuando era un niño, Jaim Vital fue educado por el rabino y erudito Moshé Alshich. Se dice que el Rabino Joseph Caro prestó una especial atención a los talentos iniciales de Vital, y en 1557 solicitó al Rabino Alsich, que tuviera un especial cuidado en su educación, ya que Vital estaba destinado a suceder a su maestro en el estudio de la Torá. Ese mismo año, Vital conoció al rabino cabalista Isaac Luria, quien tendría una influencia duradera en él. Vital aparentemente se casó a una edad temprana. Tuvo un matrimonio infeliz, y cuando dejó a su esposa, el profeta Elías se le apareció en un sueño y lo llevó a un hermoso jardín, donde vio a judíos piadosos de todas las edades, en forma de pájaros, volando a través del jardín y estudiando la Mishná. En el centro del jardín estaba Dios sentado en un trono que estaba rodeado por los piadosos, descansando sobre elaborados tapices. Convencido por esta visión de que estaba destinado a convertirse en un cabalista, Vital dedicó los siguientes dos años y medio al estudio de la alquimia. Al completar sus estudios, Elías se le apareció nuevamente en una visión, y le dijo que tendría éxito en sus esfuerzos, y que escribiría un comentario sobre el Zohar.

## Discípulo de Moisés Cordovero
Cuando Luria llegó a Safed, el Rabino Moisés Cordovero había sido la figura principal en la comunidad cabalística durante muchos años. Cordovero fue el maestro de un grupo de discípulos. Los más importantes entre ellos fueron Elías de Vidas, Abraham Galante, Moisés Galante, Jaim Vital, Abraham ben Eliezer, Samuel Gallico, y un importante cabalista que estudió con Cordovero por un corto tiempo en la década de 1560, Mordechai Dato.
Hay evidencias que sugieren que el Rabino Isaac Luria también consideró a Moisés Cordovero como su maestro. Joseph Sambari (1640-1703), un importante cronista egipcio, declaró que Cordovero fue el maestro del Ari por un tiempo muy corto. Luria probablemente llegó a principios de 1570 y Cordovero murió el 27 de junio de ese año (el día 23 de Tammuz). Privados de su más prominente autoridad y maestro, los cabalistas buscaron un nuevo guía, e Isaac Luria ayudó a llenar el vacío dejado por el fallecimiento de Moisés Cordovero.
Jaim Vital tenía en gran estima las enseñanzas de su antiguo maestro, el cabalista Moisés Cordovero. Vital decía que el Rabino Cordovero se le aparecía a menudo en sueños. Uno de los opositores más destacados de Jaim Vital fue el Rabino Menajem Lonzano, quien lo denunció públicamente en su obra Imrei Emet. El 20 de Elul de 1590, Jaim Vital recibió la ordenación rabínica (semijá) de su maestro Moshé Alsich. Cuatro años más tarde, en 1594, se estableció permanentemente en Damasco, donde daba conferencias cada tarde sobre la Cábala.

## Discípulo de Isaac Luria
En 1570, Vital se convirtió en alumno del rabino otomano Isaac Luria, el principal cabalista de la época. En un estudio sobre el misticismo luriánico, Lawrence Fine dijo que Vital escribió los nombres de las 38 personas que fueron los discípulos del Rabino Isaac Luria. La comunidad se dividió en cuatro grupos ordenados jerárquicamente. El primero y más importante, estaba compuesto por 11 hombres, enumerados en este orden: Jaim Vital, Jonathan Sagis, Joseph Arzin, Isaac Kohen, Gedaliah ha-Levi, Samuel Uceda, Judah Mishan, Abraham Gabriel, Shabatai Menashe, Joseph Ibn Tabul, y Elías Falcón. Al cabo de un año, Jaim Vital emergió como el mejor estudiante, de modo que cuando el Arizal murió en 1572, a la edad de 38 años, Vital lo sucedió. Como el Arizal no había dejado casi ninguna de sus enseñanzas por escrito, Vital comenzó a escribir todo lo que había aprendido de su maestro.

## Exilio y retorno
Jaim Vital llegó a Egipto en 1577, pero pronto regresó a la Siria otomana, estableciéndose en la aldea de Ein Zeitim (cerca de Safed) y más tarde en Jerusalén. Después se fue a vivir a Damasco, donde se convirtió en el jefe de la comunidad judía en Siria. Fue en Damasco donde Vital comenzó a escribir una obra literaria. La mayor parte del libro era una exposición sobre la convocación de las nubes, y un discurso sobre las siete estrellas errantes, los planetas, los siete cielos, y los metales. Al completar su libro, Vital regresó a Jerusalén, donde su antiguo maestro, Moshe Alsich, le ordenó como rabino en la década de 1590. Después de un tiempo, Vital abandonó Jerusalén para ir a Safed, donde permaneció enfermo durante un año. Vital fue también el autor del Shaar HaGuilgulim, una obra cabalística sobre la reencarnación, que se convirtió en una de las ocho puertas (Shemona Shearim).

## Shaarei Kedushá
Jaim Vital es autor de Las puertas de la santidad, a menudo conocido por su título en hebreo, Shaarei Kedushá. Es considerado uno de los textos paradigmáticos de la cábala práctica. A partir de una interpretación piadosa y, en cierta medida, esotérica de la Torah, el autor pretende comunicar conductas y actitudes cuya finalidad sería la elevación del alma hacia su raíz divina. O, como sugiere su título, abrir las puertas que conducen a la santidad. Respecto a este texto, se da la particularidad de que suele publicarse censurado o recortado, para omitir aquellas partes que rozan con lo mágico-teúrgico, ya que no es considerada una práctica admisible dentro de los márgenes de la observancia judía.

## Etz Jaim
Durante su enfermedad, el Rabino Yehoshua, su seguidor más cercano, que había acompañado a Vital en casi todos los viajes y logró sobornar al hermano menor de Vital, el Rabino Moshé, con 500 monedas de oro para prestarle los escritos de Vital, que estaban guardados en una caja. En consecuencia, el Rabino Moshé le llevó a Yehoshua una gran parte de los manuscritos, y 100 copistas se comprometieron de inmediato: en solo tres días, pudieron reproducir más de 600 páginas. Aunque según algunos informes Vital, al enterarse de esto, afirmó que los documentos que habían copiado no eran sus propios escritos, estos se difundieron rápidamente. Los escritos en cuestión pretendían contener las enseñanzas del propio Isaac Luria en lugar del trabajo independiente de Vital.
La primera edición fue impresa en ocho volúmenes, fue conocida como Shemona Shearim, esta versión todavía es utilizada por algunos cabalistas sefardíes. La versión más conocida se publicó más tarde con el título Etz Jaim (el árbol de la vida), en el que los temas se organizaron en un orden más sistemático, y las partes rituales del Etz Jaim se mantuvieron separadas de las partes teológicas. Además de ser un tributo a Isaac Luria, la obra contiene la afirmación que es uno de los mayores placeres de Dios ser testigo de la promoción de la enseñanza de la Cábala, ya que solo esto puede asegurar la venida del Mesías judío.

## Defunción
En 1604 la vista del rabino comenzó a fallar, en 1620 murió mientras se preparaba para regresar a Safed. Tenía 77 años.